# Holotrichia schmitzi
Holotrichia schmitzi är en skalbaggsart som beskrevs av Frey 1973. Holotrichia schmitzi ingår i släktet Holotrichia och familjen Melolonthidae. Inga underarter finns listade i Catalogue of Life.